# Gordon Herbert
Gordon Herbert (nacido en Penticton, 16 de febrero de 1959) es un exjugador de baloncesto y entrenador canadiense con nacionalidad finlandesa que durante su carrera como jugador jugó en equipos de dicho país. Después de retirarse, se dedicó a entrenar en diversos equipos y ligas. Actualmente dirige al Bayern de Múnich de la Basketball Bundesliga y Euroliga.
‘Die Jungs gaben mir mein Leben zurück’ (Los chicos me han hecho regresar a la vida),  es un libro que escribió haciendo referencia al mundial que ganó con Alemania y a sus problemas psíquicos y con el alcohol. 

## Trayectoria

### Como jugador

#### Clubs
Herbert se formó en la North Idaho College en Coeur d'Alene y fue transferido a la Universidad de Idaho en Moscow (Idaho) en 1979, donde jugó baloncesto universitario para los Vandals.
Después de la universidad, jugó profesionalmente en Finlandia durante 12 años con varios equipos. Su carrera como jugador de club terminó en 1994, cuando comenzó a entrenar.

#### Selecciones
Herbert también jugó con el equipo nacional canadiense senior en los Juegos Olímpicos de Verano de 1984, donde el equipo quedó en cuarto lugar. También jugó con Canadá en el Campeonato Mundial FIBA de 1986.

### Como entrenador

#### Clubs
Herbert comenzó su carrera como entrenador en Finlandia, dirigiendo a equipos como UU-Korihait y Espoon Honka.
Tras una temporada en Austria en las filas del Oberwart Gunners, en la temporada 2020-2021 llegó por primera a Alemania para ser entrenador del s.Oliver Wurzburg, y en la temporada siguiente firmó por el Skyliners Frankfurt en el que permaneció durante tres años. 
Después de varios años como entrenador en Europa (Paris Basket Racing, Élan Béarnais Pau-Orthez, Aris B.C., Espoon Honka) y como entrenador asistente con los Toronto Raptors en la NBA (en la temporada 2008-2009), regresó a Alemania en 2010 al Skyliners Frankfurt para más tarde, firmar en la temporada 2011-2012 por ALBA Berlín. 
En 2013, regresó al Skyliners Frankfurt, siendo su tercera etapa, en la que estaría durante 7 temporadas, hasta la finalización de su contrato en mayo de 2020. 
El 2 de julio de 2020, firmó con BC Avtodor de la VTB United League, en el que estuvo hasta marzo de 2021, cuando fue despedido.
El 25 de julio de 2024, fue anunciado como nuevo entrenador del Bayern de Múnich para dirigirlo en la Basketball Bundesliga y en la Euroliga después de los JJOO de verano.

#### Selecciones
En la temporada 2005-2006, se convirtió en entrenador de la Selección de baloncesto de Georgia.
En febrero de 2018, se hizo cargo de la Selección de baloncesto de Canadá para liderarlos en la clasificación para la Copa Mundial de Baloncesto de 2019. Al término de la Copa Mundial de Baloncesto de 2019, Gordon sería técnico asistente de Nick Nurse en la Selección de baloncesto de Canadá.
El 6 de septiembre de 2021, firma como entrenador de la Selección de baloncesto de Alemania, sustituyendo a Henrik Rodl. En la Copa Mundial de 2023 se consagró campeón del torneo de forma invicta.

## Clubs

### Como entrenador
- 1994–1996 UU-Korihait  Finlandia
- 1996–1999 Espoon Honka  Finlandia
- 1999–2000 Oberwart Gunners  Austria
- 2000–2001 DJK Würzburg  Alemania
- 2001–2004 Skyliners Frankfurt  Alemania
- 2004–2006 Paris Basket Racing  Francia
- 2005–2006 Selección de baloncesto de Georgia  Georgia
- 2006–2007 Élan Béarnais Pau-Orthez  Francia
- 2007–2008 Aris B.C.  Grecia
- 2008–2009 Toronto Raptors. Entrenador ayudante.  Canadá
- 2009–2010 Espoon Honka  Finlandia
- 2010–2011 Skyliners Frankfurt  Alemania
- 2011–2012 Alba Berlin  Alemania
- 2013-2020 Skyliners Frankfurt  Alemania
- 2018-2019 Selección de baloncesto de Canadá  Canadá
- 2019-2021 Selección de baloncesto de Canadá (Asistente)  Canadá
- 2020-2021 BC Avtodor  Rusia
- 2021-2024 Selección de baloncesto de Alemania  Alemania
- 2024-presente Bayern de Múnich  Alemania